# Małgorzata Weiser
Małgorzata Bieniasz-Krzywiec, z d. Krzyżan, primo voto Weiser (ur. 13 maja 1968) – polska lekkoatletka, która specjalizowała się w rzucie dyskiem. 
29 kwietnia 1994 w Słubicach wynikiem 30,48 ustanowiła pierwszy (nieoficjalny) rekord Polski w rzucie młotem kobiet.

## Kariera
Wielokrotna finalistka mistrzostw Polski w rzucie dyskiem, brązowa medalistka w tej konkurencji na mistrzostwach Polski seniorów w 1993. Startowała także w pchnięciu kulą.
Medalistka mistrzostw świata weteranów w różnych konkurencjach.
Z zawodu policjantka, startowała z powodzeniem w tzw. pięcioboju policyjnym, a także pchnięciu kulą na mistrzostwach Polski Służb Mundurowych w Lekkiej Atletyce.
Rekord życiowy w rzucie dyskiem: 52,96 (28 września 1990, Słubice).